# Pacoti
Pacoti là một đô thị thuộc bang Ceará, Brasil. Đô thị này có diện tích 111,959 km², dân số năm 2007 là 11037 người, mật độ 98,58 người/km².